# Cornelis Decker

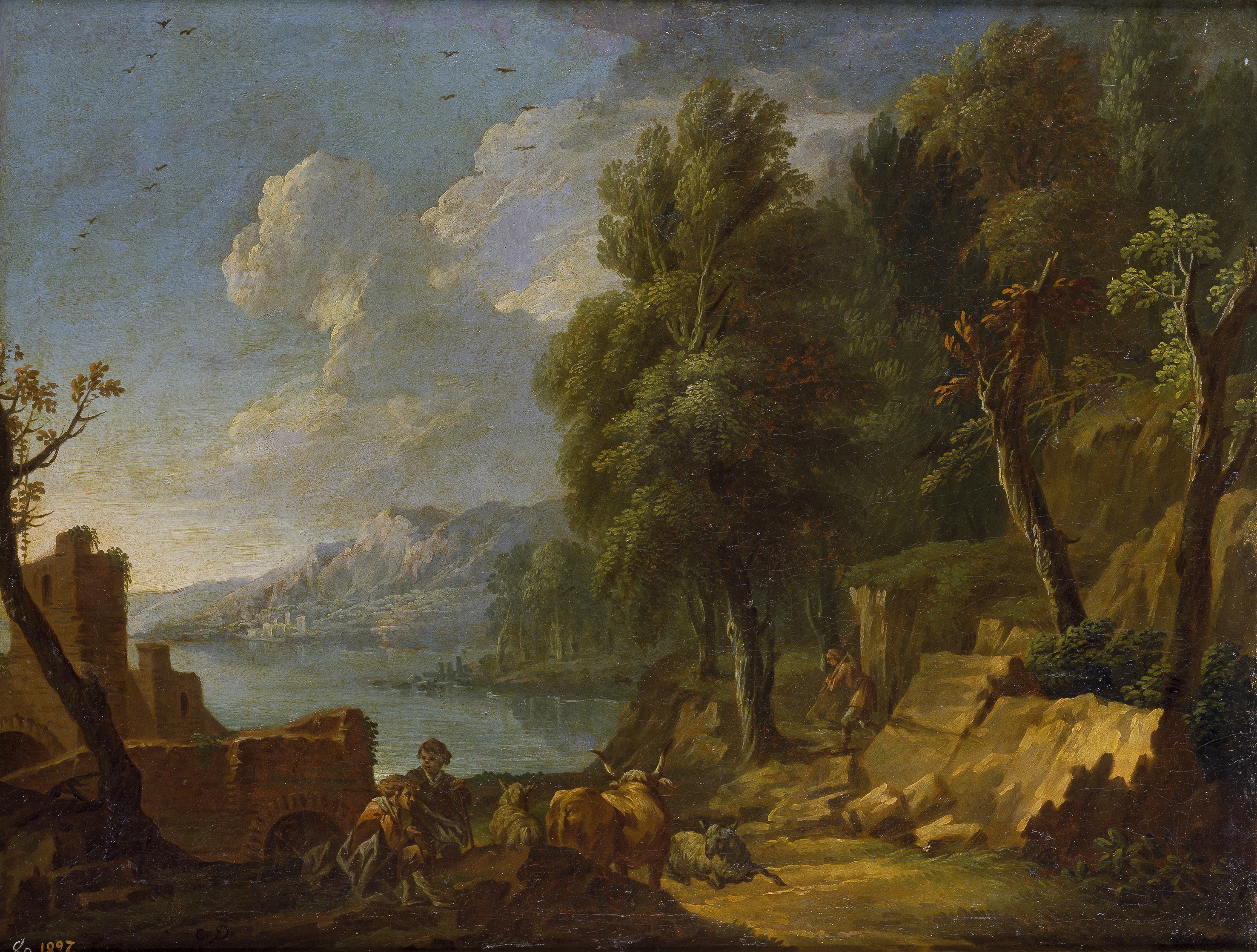
Paisaje con pastores, óleo sobre lienzo, 49 x 63 cm, Madrid, Museo del Prado.

Cornelis Gerritsz. Decker (ca. 1619-Haarlem, 1678) fue un pintor del Siglo de oro neerlandés especializado en la pintura de paisajes y escenas de género.
Seguidor de Jacob Issacksz. van Ruisdael, contrajo matrimonio el 3 de mayo de 1637 e ingresó como maestro en el gremio de San Lucas de Haarlem en 1643. Colaboró con Johannes Lingelbach y Philips Wouwerman a quienes pintó algunos paisajes. Entre sus obras, firmadas con monograma CD, pueden citarse El taller del tejedor del Museo Boymans van Beuningen y el Paisaje con pastores del Museo del Prado, o el Taller de tejido del Rijksmuseum de Ámsterdam, firmado C.Decker, 1659.
Es probable que fuese hermano mayor de David Decker, nacido en Ámsetrdam en 1624, de quien solo se conoce una obra deudora en todo del estilo de Cornelis.